# Серый астрильд
Се́рый астрильд (лат. Estrilda troglodytes) — птица семейства вьюрковых ткачиков отряда воробьинообразных.

## Внешний вид
Длина тела 9-10 см. У самца верхняя часть тела серо-коричневая с нечёткими поперечными полосами, верхние кроющие хвоста и рулевые чёрные. Щёки серые, горло и зоб светлого серо-коричневого цвета с розоватым или розовым оттенком. Уздечка и полоска, проходящая через глаз, красные. Нижняя часть тела светло-серая, грудь с розовым, а бока с коричневым оттенком. Крыло серо-коричневое, подхвостье и нижние кроющие хвоста белые. Клюв тёмно-красный, радужка коричневая, ноги коричневые.
Самка окрашена так же, лишь несколько бледнее и слабее выражен или отсутствует совсем розовый оттенок. У самца же розовый цвет становится наиболее интенсивным в брачный период.

## Распространение
Областью распространения серого астрильда является узкая полоса вдоль южных границ пустыни Сахара, протянувшаяся с востока на запад от Эфиопии до Сенегала и Гамбии. В Бразилии в окрестностях Рио-де-Жанейро и Сан-Паулу существует поселение, образовавшееся из птиц, вылетевших из клеток на свободу.

## Образ жизни
Населяют сухие степи, поросшие кустарником, встречаются в холмистой местности до высоты 2000 м над ур. моря, иногда в больших количествах. С удовольствием селятся в низком колючем кустарнике и в высокой траве по берегам временных рек и в болотистой местности.
Песня самца незатейливая, состоит из дву- или трёхсложного «питьюи-питьюи» или «тьюи-тьюи-тюи».

## Размножение
Гнёзда строят на земле у основания куста или у большого пучка травы, а иногда и в самом кустарнике низко над землёй. Гнездо строят оба партнёра. Самка откладывает 3—8 яиц, на которых, чередуясь в течение дня, сидят оба родителя. Ночью сидит только самка, а самец ночует в пристройке или на веточке перед гнездом. Насиживание длится 11 дней. У вылупившихся птенцов жёлтая кожа, покрытая редким голубоватым пушком. Молодые птицы покидают гнездо через 17-18 дней уже хорошо оперёнными.

## Содержание
Впервые в Европу были ввезены ещё в середине в XVIII века. Серые астрильды всегда бодры, хорошо уживаются с другими видами астрильдовых и весьма популярны у европейских любителей.